# Carex lancisquamata
Carex lancisquamata là một loài thực vật có hoa trong họ Cói. Loài này được L.K.Dai mô tả khoa học đầu tiên năm 1999.